# Teen Titans
Teen Titans là một bộ phim hoạt hình Mỹ dài tập dựa trên nhóm siêu anh hùng Teen Titans của DC Comics. Series được sáng tác bởi Glen Murakami, phát triển bởi David Slack và được sản xuất bởi Warner Bros. Animation. Bộ phim được phát sóng lần đầu trên Cartoon Network vào 19 tháng 7 năm 2003 và tập cuối cùng, "Things Change", phát sóng vào ngày 16 tháng 1 năm 2006. Một loạt truyện tranh, Teen Titans Go! (2003-2008), dựa trên bộ phim cũng được phát hành. Nhiều nhân vật, kịch bản và chủ đề được rút ra từ loạt truyện The New Teen Titans của DC Comics những năm 1980.
Teen Titans đã trở thành một trong những series được yêu mến nhất của Cartoon Network và nhận được nhiều lời khen ngợi. Bộ phim được 3 đề cử cho giải Annie Awards và 1 giải Motion Picture Sound Editor Award. Bảy năm sau khi kết thúc bộ phim, tập đầu của series spin-off Teen Titans Go! được công chiếu vào ngày 23 tháng 4 năm 2013. 

## Miêu tả
Teen Titans là bộ phim hoạt hình dựa trên một nhóm siêu anh hùng của DC Comics, Teen Titans, chủ yếu là những câu chuyện kể trong loạt truyện tranh The New Teen Titans đầu những năm 1980 của Marv Wolfman và George Pérez. Loạt phim xoay xung quanh các thành viên chính trong nhóm là Robin (trưởng nhóm), Beast Boy, Starfire, Raven và Cyborg. Trong khi là một loạt phim hoạt hình hành động, loạt phim cũng tập trung vào các nhân vật chính, kể về cuộc đấu tranh của các nhân vật chính với việc là siêu anh hùng thiếu niên, tình bạn và những khuyết điểm của họ . Nhiều nhân vật khác từ truyện tranh, bao gồm Aqualad, Bumblebee, và Speedy cũng xuất hiện trong suốt loạt. Điều này đặc biệt đúng trong mùa phim cuối cùng, trong đó giới thiệu các Titans khác từ truyện tranh vào loạt phim lần đầu tiên, cũng như các anh hùng và nhân vật phản diện của Doom Patrol.
Cơ sở hoạt động của nhóm là Titans Tower, một cấu trúc lớn hình chữ T có sự kết hợp của khu nhà ở, trung tâm chỉ huy, cơ sở đào tạo/tập luyện và nhà chứa máy bay/nhà để xe. Nằm trên một hòn đảo ngoài khơi bờ biển phía Tây của Hoa Kỳ từ một vị trí hư cấu chưa bao giờ được gọi tên trong các tập phim (mặc dù về mặt địa lý nó có vẻ là dựa trên San Francisco), nhưng được xác định là "Jump City" trong loạt truyện tranh Teen Titans Go!. Vào cuối mùa phim thứ ba, một nhóm thứ hai của Titans đến với nhau trong Steel City trên bờ biển phía Đông của Hoa Kỳ, và xây dựng một tháp tương tự để làm căn cứ. Tuy nhiên, thay vì là một cấu trúc đứng tự do đứng trên một hòn đảo, căn cứ này được thiết lập vào vách đá mà trên đó thành phố được xây dựng.
Teen Titans thường xuyên sử dụng những yếu tố hài hước, và phong cách hoạt hình của nó bị ảnh hưởng nhiều bởi anime. Trên các giai đoạn khác nhau, lời bài hát chủ đề của loạt phim luân phiên thay đổi giữa tiếng Anh và tiếng Nhật, hát bởi bộ đôi J-pop là Puffy (được gọi là "Puffy AmiYumi" tại Hoa Kỳ để phân biệt với Sean Combs). Andrea Romano tiết lộ trong một trứng Phục sinh trên đĩa DVD mùa 3 là ca khúc chủ đề tiếng Nhật có nghĩa là nó sẽ là một tập ngớ ngẩn, trong khi các bài hát chủ đề tiếng Anh có nghĩa là nó trong một giai đoạn nghiêm trọng (với ngoại lệ của "Nevermore"). Điều này có thể được truy cập bằng cách nhấn vào menu tính năng đặc biệt trên đĩa 2 và chọn dấu + trên ngực Más'; ví dụ sau đó được hiển thị.
Vào giữa tháng 11 năm 2005, TitansTower.com thông báo rằng triển vọng cho một mùa phim thứ sáu của loạt phim là rất khó. Vài ngày sau đó, Cartoon Network đã chính thức tuyên bố chấm dứt chương trình . Theo Wil Wheaton, diễn viên lồng tiếng của Aqualad, bộ phim đã được chấm dứt bởi giám đốc điều hành của Warner Bros. Animation, người thực hiện các quyết định không để đổi mới loạt phim trên cơ sở mùa thứ sáu của nó . Câu chuyện của Wheaton là mâu thuẫn bởi biên tập viên Rob Hoegee, người tuyên bố rằng quyết định đến từ Cartoon Network, không phải là WB, rằng không bao giờ có bất kỳ kế hoạch nào cho mùa phim thứ 6 .
Sau khi loạt phim kết thúc Warner Bros. Animation đã công bố một phim có tên là Teen Titans: Trouble in Tokyo. Phim công chiếu tại San Diego Comic-Con International và được chiếu trên Cartoon Network vào ngày 15 tháng 9 năm 2006. DVD của phim được phát hành vào ngày 6 tháng 2 năm 2007. Đây cũng được xem là tập cuối cùng của phim.

## Tập

### Danh sách Mùa phim
| Mùa                           | Mùa                           | Số tập                        | Phát sóng   | Ngày phát hành DVD  |
| ----------------------------- | ----------------------------- | ----------------------------- | ----------- | ------------------- |
|                               | 1                             | 13                            | 2003        | 7 tháng 2 năm 2006  |
|                               | 2                             | 13                            | 2004        | 12 tháng 9 năm 2006 |
|                               | 3                             | 13                            | 2004 – 2005 | 10 tháng 4 năm 2007 |
|                               | 4                             | 13                            | 2005        | 20 tháng 11, 2007   |
|                               | 5                             | 13                            | 2005 – 2006 | 22 tháng 7, 2008    |
| Teen Titans: Trouble in Tokyo | Teen Titans: Trouble in Tokyo | Teen Titans: Trouble in Tokyo | 2006        | 6 tháng 2, 2007     |

## Nhân vật

### Anh hùng
| Nhân vật        | Lồng tiếng             |  |
| Robin/Nightwing | Scott Menville         |  |
| Raven           | Tara Strong            |  |
| Starfire        | Hynden Walch           |  |
| Beast Boy       | Greg Cipes             |  |
| Cyborg          | Khary Payton           |  |
| Terra           | Ashley Johnson (mùa 2) |  |

| Nhân vật    | Lồng tiếng             |
| Bumblebee   | T'Keyah Crystal Keymáh |
| Speedy      | Mike Erwin             |
| Aqualad     | Wil Wheaton            |
| Más y Menos | Freddy Rodriguez       |

| Nhân vật      | Lồng tiếng                                          |
| Argent        | Hynden Walch                                        |
| Bobby         | Không có                                            |
| Bushido       | Không có                                            |
| Gnarrk        | Dee Bradley Baker                                   |
| Herald        | Khary Payton                                        |
| Hot Spot      | Bumper Robinson                                     |
| Lightning     | Quinton Flynn                                       |
| Melvin        | Russi Taylor                                        |
| Jericho       | Không có                                            |
| Jinx          | Lauren Tom, Tara Strong ("Titans Together")         |
| Kid Flash     | Michael Rosenbaum                                   |
| Ravager       | Tara Strong                                         |
| Killowat      | Không có                                            |
| Kole          | Tara Strong                                         |
| Pantha        | Diane Delano                                        |
| Red Star      | Jason Marsden                                       |
| Teether       | Tara Strong                                         |
| Thunder       | Scott Bullock                                       |
| Timmy Tantrum | Russi Taylor                                        |
| Tramm         | Dave Coulier                                        |
| Wildebeest    | Dee Bradley Baker, Jim Cummings ("Winner Take All") |

### Nhân vật phản diện
Nhân vật phản diện chính
| Nhân vật         | Diễn viên                                               |
| Slade            | Ron Perlman                                             |
| Brother Blood    | John DiMaggio                                           |
| Trigon           | Keith Szarabajka ("Nevermore") Kevin Michael Richardson |
| The Brain        | Glenn Shadix                                            |
| Monsieur Mallah  | Glenn Shadix                                            |
| Madame Rouge     | Hynden Walch                                            |
| General Immortus | Xander Berkeley                                         |
| Blackfire        | Hynden Walch                                            |

H.I.V.E. Five
| Nhân vật                              | Diễn viên                                                |
| Jinx (sau đó trở thành Titan danh dự) | Lauren Tom, Tara Strong ("Titans Together")              |
| Gizmo                                 | Lauren Tom, Tara Strong ("Revved Up," "Titans Together") |
| Mammoth                               | Kevin Michael Richardson                                 |
| See-More                              | Kevin Michael Richardson                                 |
| Private H.I.V.E.                      | Greg Cipes                                               |
| Billy Numerous                        | Jason Marsden                                            |
| Kyd Wykkyd                            | None                                                     |

## Danh tính bí mật
Không giống như hầu hết các loạt truyền hình về những siêu anh hùng khác, các nhân vật Teen Titans duy trì bản sắc siêu anh hùng của họ vào mọi lúc, mặc dù loạt phim gợi ý đến các khái niệm về bí danh hoặc danh tính bí mật nhưng hiếm khi tiết lộ nó. Titans thậm chí còn ngủ trong trang phục của họ. Tuy nhiên trong truyện tranh, Raven, Cyborg, Starfire, Beast Boy và Terra không có danh tính bí mật; tên của Starfire là dịch tên của cô từ hành tinh mà cô xuất xứ (phần nào giống như Superman và Kal-El), tên thật của Cyborg đều được mọi người biết, đặc điểm bên ngoài dẫn đến cái tên Beast Boy, còn Raven và Terra đơn giản là không có một danh tính nào khác.
Đặc biệt, một số người hâm mộ tranh luận về việc Robin nào là trưởng nhóm Teen Titans. Nhiều lần trong suốt loạt phim đều ngụ ý rằng Robin là Dick Grayson, mặc dù nó chưa bao giờ được xác nhận hoặc phủ nhận cho đến khi Teen Titans Go! #47 tiết lộ danh tính bí mật của Robin là Dick Grayson. Trong tập "Fractured", phiên bản thay thế từ chiều không gian khác của Robin là Larry tiết lộ tên thật của mình là Nosyarg Kcid ("Dick Grayson" đánh vần ngược). Trong một tập phim có Starfire bị đưa tương lai, Robin sử dụng danh tính Nightwing của Grayson. Ngoài ra, trong tập phim "Haunted" khi Raven đi vào tâm trí của Robin, có một clip của hai diễn viên nhào lộn rơi xuống từ một chiếc đu, (Flying Graysons, John và Mary Grayson, cha mẹ của Dick), một tài liệu tham khảo đến việc Dick Grayson trở thành Robin. Trong tập 13 ("Apprentice") của mùa 1, sau khi Robin đưa vật bị đánh cắp cho Slade, ông nhận xét rằng ông "có thể như là một người cha với cậu (Robin)", Robin liền nói rằng cậu "đã có một người cha" và một con dơi bay ra khỏi cửa sổ trần nhà. Điều này có thể cho thấy rằng cậu đã đề cập đến Batman, người thầy cũ của mình.
"It was really important to me that little kids watching it could identify with characters. And I thought that the minute you start giving them secret identities then kids couldn't project themselves onto the characters anymore. And that was important to me. I know it's kind of important to have secret identities and stuff like that but we wanted everything to be really, really, iconic. Like, "Oh, there's the robot guy. There's the alien girl. There's the witch girl. There's the shape-changing boy." There's the we [sic] just wanted it really clean like that. We wanted it like old Star Trek. We just wanted it simple...

...And the whole "Who's Robin?" controversy is really kind of interesting to me. My big concern is just trying to make Robin cool. And just really set Robin apart from Batman. So if it seems like I'm avoiding the question, I sort of am. Because I don't think it's really important. My concern is how do I make Robin a really strong lead character without all that other stuff. And I feel that way about all the characters. How can I keep all the characters really iconic and really clean."— Glen Murakami, Drawing Inspiration: An Interview with Glen Murakami, April 2004

Nguyên tắc không đề cập đến danh tính bí mật của nhân vật bị phá vỡ trong mùa 5, khi các thành viên của Doom Patrol tiết lộ tên thật của Beast Boy, Garfield (dù các Titans vẫn tiếp tục gọi cậu là Beast Boy). Trong "Go", các Titans hỏi Beast Boy về mặt nạ của cậu và cậu nói nó che giấu danh tính thật của mình. Raven chỉ ra rằng với nước da màu xanh lá cây với đôi tai nhọn và răng nanh, cậu "không có bí mật gì để che giấu". Nguồn gốc, và tên thật của Cyborg và Starfire được ám chỉ trong mùa phim trước đó: Cyborg chọn bí danh "Stone" trong tập phim "Deception", một ám chỉ đến cái tên của anh là Victor Stone trong DC Comics, trong khi tên của Starfire, Koriand'r, được nói to trên màn hình giữa một dòng ngôn ngữ Tamaranian trong tập "Betrothed" (tập nguồn gốc mùa phim 5 của "Go!" đề cập đến Starfire là bản dịch tên Tamaranean của cô). Nguyên tắc này không áp dụng với Raven, người chưa bao giờ có một danh tính bí mật.
Bộ truyện tranh Teen Titans Go! đã đi sâu vào nguồn gốc của các nhân vật hơn nữa:
- #45- nguồn gốc Beast Boy và Cyborg.
- #46- nguồn gốc Starfire.
- #47- nguồn gốc Robin.
- #51- nguồn gốc Terra.

## Đánh giá

Một ví dụ về phong cách hoạt hình thường xuyên sử dụng trong loạt phim.

Một số người hâm mộ truyện tranh chỉ trích loạt phim vì có một "bản chất trẻ con " . Teen Titans được dựa trên DC Comic, tuy nhiên loạt truyền hình thường cho thấy những anh hùng ở dạng phim hoạt hình.
Trả lời những lời chỉ trích về phong cách của chương trình, Sam Register nói:
Justice League is awesome and Samurai Jack is awesome and we buy a lot of anime shows that are great, but those shows really are directed more towards the nine to fourteen age group, and the six and seven and eight-year-olds were not gelling with the Justice League and some of the more of the fanboy shows...The main mission was making a good superhero show for kids. Now if the fanboys happen to like the Teen Titans also, that's great, but that was not our mission.— Sam Register, CBR News interview, 8 tháng 5 năm 2004

Tuy nhiên, trong khi người sáng tạo của loạt phim ban đầu nói rằng trẻ em là những khán giả dành cho bộ phim, họa sĩ của Teen Titans Go! là J. Torres ghi chú rằng chủ đề tiến triển và sâu sắc hơn của chương trình mở rộng sự hấp dẫn cho một đối tượng rộng hơn nhiều:
... [The show] started out skewed a lot younger... but along the way, I think the producers discovered it was reaching a wider audience.... [the show] got into some darker story lines, and they introduced a lot more characters, so they expanded on it, and they let the show evolve with the audience.— J. Torres, Titans Companion 2 by Glen Cadigan.

Dù phải nhận những đánh giá tiêu cực ở những tập đầu, bộ phim dần được khen ngợi và được nhiều đánh giá tích cực ở các tập sau.
Tuy đã kết thúc, chương trình vẫn duy trì một lượng fan trung thành, và đã được phát lại để bổ sung cho dòng phim hoạt hình trên kênh Boomerang . Teen Titans xếp hạng 83 trong danh sách những loạt phim hoạt hình hay nhất bởi IGN . Năm 2014, trang WatchMojo.com xếp hạng Teen Titans ở vị trí thứ 6 trong danh sách những series hoạt hình đã bị ngừng sản xuất.

## Tác động đối với truyện tranh
Giống như X-Men: Evolution và Batman: the Animated Series, loạt phim đã có một tác động trên truyện tranh mà ban đầu lấy cảm hứng từ nó. Trong sự kiện 52 của DC, Beast Boy đã mặc bộ trang phục màu tím và màu đen mà cậu mặc trong chương trình . Vài năm sau đó, Beast Boy cũng có tai nhọn và răng nanh với nguồn gốc từ bộ phim . Ngoài ra, Cyborg tương lai được hiển thị trong cốt truyện Titans Tomorrow có mô hình áo giáp được mặc bởi phiên bản hoạt hình của mình . Cặp nhân vật Mas Menos Y được đưa vào truyện tranh trong 52 như là người mới tuyển của Titans, và sau đó thực hiện một vai trò nhỏ trong loạt truyện hạn chế Final Crisis . Cũng trong 52, Joto được chỉnh tên là "Hotspot" để phù hợp với phiên bản hoạt hình của mình . Gần đây nhất Aquagirl mặc một bộ trang phục với thiết kế tương tự như phiên bản hoạt hình của Aqualad.. Nhà văn Will Pfeifer mang Billy Numerous vào truyện tranh cho một vai trò ngắn trong nhiệm kỳ của ông trên Catwoman . Sau cái chết của Gizmo gốc (người lớn trong truyện tranh), một Gizmo thứ hai lấy cảm hứng từ phiên bản vị thành niên của phim hoạt hình được tạo ra cho loạt giới hạn DC Special: Cyborg . Cinderblock gần đây được đưa vào truyện tranh trong cuộc chiến với danh sách mới nhất của Titans  Các yếu tố thiết kế lại của chương trình với Cheshire, đặc biệt với mặt nạ mèo màu đỏ và trắng đang cười, sau đó sẽ được sử dụng trong thiết kế của cô trong loạt truyền hình Young Justice .